# Helogale
Helogale es un género de dos especies de mamíferos carnívoros, llamados mangostas enanas. Ambas son las especies más pequeñas de mangosta y son endémicas del África subsahariana. Son especies sociales y diurnas, y debido a su pequeño tamaño son especies vulnerables a los depredadores.

## Especies
Se reconocen las siguientes:
- Helogale hirtula
- Helogale parvula